# Houcem Khalfaoui
Houcem Khalfaoui (ar. حسام الخلفاوي ;ur. 6 marca 1991) – tunezyjski judoka. Uczestniczk mistrzostw świata w 2014 i 2015. Startował w Pucharze Świata w latach 2012-2016. Brązowy medalista igrzysk afrykańskich w 2011 i siódmy w 2015. Zdobył cztery medale na mistrzostwach Afryki w latach 2012 - 2015. Wygrał igrzyska panarabskie w 2011. Trzeci na igrzyskach śródziemnomorskich w 2013 roku.